# Jorhat
Jorhat är en stad i den indiska delstaten Assam, och är huvudort för distriktet Jorhat. Folkmängden uppgick till 71 782 invånare vid folkräkningen 2011, med förorter 153 889 invånare.